# Vecteur de Witt
Ne doit pas être confondu avec groupe de Witt.
Pour les articles homonymes, voir Anneau de Witt.
Les vecteurs de Witt sont des objets mathématiques, généralement décrits comme des suites infinies de nombres (ou plus généralement d'éléments d'un anneau). Ils ont été introduits par Ernst Witt en 1936, afin de décrire les extensions non ramifiées des corps de nombres p-adiques. Ces vecteurs sont dotés d'une structure d'anneau ; on parle donc de l’anneau des vecteurs de Witt.
Ils apparaissent aujourd'hui dans plusieurs branches de la géométrie algébrique et arithmétique, en théorie des groupes et en physique théorique.

## Motivations

### Corps résiduels d'anneaux de valuation discrète
Soit O un anneau de valuation discrète complet, de corps résiduel k. Alors on a l'une des situations suivantes :
- si k est de caractéristique zéro, alors O s'identifie à l'anneau k[[T]] des séries formelles à coefficients dans k ;
- si k est de caractéristique p > 0, alors il y a deux possibilités :
  - ou bien O s'identifie encore à l'anneau des séries formelles à coefficients dans k ;
  - ou bien O est un anneau de caractéristique zéro, dont p engendre l'idéal maximal, qu'on appelle l’anneau des vecteurs de Witt sur k noté W[k].

Dans ce dernier cas, on peut fixer un ensemble de représentants de k et tout élément de W[k] s'écrit de manière unique comme une série 
{\displaystyle a_{0}+a_{1}p+a_{2}p^{2}+\cdots }
où les {\displaystyle a_{i}} appartiennent à l'ensemble des représentants choisis.
En ce sens, on peut voir les vecteurs de Witt comme des séries formelles, ou des suites infinies d'éléments d'un anneau, sur lesquelles on a défini les opérations d'addition et de multiplication.

### Représentation des nombresp-adiques
Étant donné p un nombre premier, tout nombre p-adique x peut s'écrire de manière unique comme une somme convergente 
{\displaystyle x=a_{0}+a_{1}p+a_{2}p^{2}+\cdots }
où les coefficients {\displaystyle a_{i}} sont des éléments de {0, 1, … , p – 1}, ou de manière générale de toute représentation du corps fini {\displaystyle \mathbb {F} _{p}}. 
La question naturelle qui se pose est la suivante : si on ajoute ou multiplie deux nombres p-adiques en utilisant une telle écriture, quels sont les coefficients du résultat ? Il s'avère que l'addition et la multiplication de vecteurs de Witt p-adiques donne la réponse.

## Définition

### Polynômes de Witt
Soit p un nombre premier. On note {\displaystyle x} la suite de variables {\displaystyle (x_{0},x_{1},\ldots ,x_{i},\ldots )} et pour chaque entier positif n le polynôme de Witt :
{\displaystyle W_{n}(x)=W_{n}(x_{0},\ldots ,x_{n})=x_{0}^{p^{n}}+px_{1}^{p^{n-1}}+\cdots +p^{n}x_{n}.}
Il existe deux polynômes à coefficients entiers
{\displaystyle P_{n}(x,y)=P_{n}(x_{0},\ldots ,x_{n},y_{0},\ldots ,y_{n})}
{\displaystyle S_{n}(x,y)=S_{n}(x_{0},\ldots ,x_{n},y_{0},\ldots ,y_{n})}
tels que l'on a les relations suivantes modulo pn+1 :
{\displaystyle W_{n}(P_{0}(x,y),\ldots ,P_{n}(x,y))=W_{n}(x)W_{n}(y),}
{\displaystyle W_{n}(S_{0}(x,y),\ldots ,S_{n}(x,y))=W_{n}(x)+W_{n}(y).}
En particulier, on a immédiatement : 
{\displaystyle S_{0}=x_{0}+y_{0},}
{\displaystyle S_{1}=x_{1}+y_{1}-{\frac {(x_{0}+y_{0})^{p}-x_{0}^{p}-y_{0}^{p}}{p}}.}

### Anneau des vecteurs de Witt
On appelle anneau des vecteurs de Witt sur un corps k l'ensemble {\displaystyle W[k]\simeq k^{\mathbb {N} }} muni des lois de composition suivantes :
{\displaystyle a+b=(a_{0},\ldots )+(b_{0},\ldots )=(S_{0}(a,b),\ldots ,S_{n}(a,b),\ldots ),}
{\displaystyle a\times b=(a_{0},\ldots )\times (b_{0},\ldots )=(P_{0}(a,b),\ldots ,P_{n}(a,b),\ldots ).}
L'anneau de Witt est un anneau commutatif de caractéristique zéro, c'est en particulier un λ-anneau (en).
En se limitant aux polynômes de degré borné par n, on construit l’anneau des vecteurs de Witt tronqués Wn[k]. L'anneau complet s'obtient comme limite :
{\displaystyle W[k]=\lim _{\stackrel {\longleftarrow }{n}}W_{n}[k]}
et les projections {\displaystyle W[k]\to W_{n}[k]} sont des homomorphismes d'anneaux.

### Gros vecteurs de Witt
(Pour éviter les confusions, les objets relatifs aux gros vecteurs de Witt seront notés en gras.)
Dans les années 1960, Ernst Witt et Pierre Cartier réalisent que les polynômes de Witt définis ci-dessus, dits « p-adiques » (parfois « p-typiques »), font partie d'une famille générale et qu'on peut les utiliser pour définir un endofoncteur de la catégorie des anneaux commutatifs {\displaystyle \mathbf {W} :\mathrm {CRing} \to \mathrm {CRing} }, dont les vecteurs de Witt p-adiques sont un quotient. Le foncteur {\displaystyle \mathbf {W} } est appelé foncteur des gros vecteurs de Witt (parfois foncteur des « vecteurs de Witt généralisés »).
Le foncteur {\displaystyle \mathbf {W} :A\mapsto \mathbf {W} [A]} est représentable par l'anneau de polynômes {\displaystyle \mathbb {Z} [X_{i}]=\mathbb {Z} [X_{1},X_{2},\ldots ]} et isomorphe à l'anneau des fonctions symétriques (en) qui est une algèbre de Hopf. Le caractère fonctoriel de cette construction permet de l'appliquer notamment aux faisceaux sur une variété algébrique. Le foncteur W possède un adjoint à gauche qui est le foncteur d'oubli de la structure de λ-anneau.
Le spectre de {\displaystyle \mathbb {Z} [X_{i}]} est un schéma de groupe appelé schéma de Witt.
Les polynômes correspondant aux Gros vecteur de Witt sont définis comme il suit:
{\displaystyle \mathbf {W} _{n}(X)=\mathbf {W} _{n}(X_{1},X_{2},\ldots ,X_{n})={\underset {d\vert n}{\sum }}dX_{d}^{\frac {n}{d}}}
Il est clair que pour {\displaystyle n=p^{k}} alors:
{\displaystyle \mathbf {W} _{n}(X)={\underset {d\vert n}{\sum }}dX_{d}^{\frac {n}{d}}}
{\displaystyle \mathbf {W} _{p^{k}}(X)={\underset {d\vert p^{k}}{\sum }}dX_{d}^{\frac {n}{d}}}
{\displaystyle \mathbf {W} _{p^{k}}(X)=\sum _{i=0}^{k}p^{i}X_{p^{i}}^{p^{k-i}}}
Et après réindexation on retrouve les polynômes de Witt « p-adiques ».
On définit de la même façon {\displaystyle \mathbf {S} _{n}(X,Y)=\mathbf {S} _{n}(X_{1},X_{2},\ldots ,X_{n},Y_{1},Y_{2},\ldots ,Y_{n})} et {\displaystyle \mathbf {P} _{n}(X,Y)=\mathbf {P} _{n}(X_{1},X_{2},\ldots ,X_{n},Y_{1},Y_{2},\ldots ,Y_{n})}.
Leur existence et unicité est assuré par l'existence et l'unicité d'une suite de polynômes à coefficients rationnels (que l'on peut noter {\displaystyle \mathbf {M} _{n}(X_{1},X_{2},\ldots ,X_{n})} bien qu'il n'y ait pas de notation classique pour cette famille de polynôme) telle que:
{\displaystyle \mathbf {M} _{n}(\mathbf {W} (X))=\mathbf {M} _{n}(\mathbf {W} _{1}(X),\mathbf {W} _{2}(X),\ldots ,\mathbf {W} _{n}(X))=X_{n}}
Cette suite de polynômes n'a malheureusement pas de formule explicite générale connue mais une formule de récurrence est facile à trouver:
{\displaystyle \mathbf {M} _{n}(X)={\frac {1}{n}}(X_{n}-\sum _{d\vert n,d\neq n}d\mathbf {M} _{d}(X)^{\frac {n}{d}})}
On a alors une formule pour {\displaystyle \mathbf {S} _{n}(X,Y)} et {\displaystyle \mathbf {P} _{n}(X,Y)}:
{\displaystyle \mathbf {S} _{n}(X,Y)=\mathbf {M} _{n}(\mathbf {W} (X)+\mathbf {W} (Y))=\mathbf {M} _{n}(\mathbf {W} _{1}(X)+\mathbf {W} _{1}(Y),\mathbf {W} _{2}(X)+\mathbf {W} _{2}(Y),\ldots ,\mathbf {W} _{n}(X)+\mathbf {W} _{n}(Y))}
{\displaystyle \mathbf {P} _{n}(X,Y)=\mathbf {M} _{n}(\mathbf {W} (X)\times \mathbf {W} (Y))=\mathbf {M} _{n}(\mathbf {W} _{1}(X)\times \mathbf {W} _{1}(Y),\mathbf {W} _{2}(X)\times \mathbf {W} _{2}(Y),\ldots ,\mathbf {W} _{n}(X)\times \mathbf {W} _{n}(Y))}
Le polynôme {\displaystyle \mathbf {M} _{n}(X)} étant à coefficients rationnels et en général non-entiers, les polynômes {\displaystyle \mathbf {S} _{n}(X,Y)} et {\displaystyle \mathbf {P} _{n}(X,Y)} sont a priori à coefficients rationnels. On peut cependant montrer que {\displaystyle \mathbf {S} _{n}(X,Y)} et {\displaystyle \mathbf {P} _{n}(X,Y)} sont bien à coefficients entiers.

## Opérations classiques sur les vecteurs de Witt
Sur l'anneau des vecteurs de Witt, on définit le morphisme de Frobenius
{\displaystyle F:(a_{0},a_{1},\ldots )\mapsto (a_{0}^{p},a_{1}^{p},\ldots )}
et le morphisme Verschiebung (en allemand : « décalage ») défini comme le morphisme adjoint à F. Pour W[k], il correspond effectivement au décalage 
{\displaystyle V:(a_{0},a_{1},\ldots )\mapsto (0,a_{0},a_{1},\ldots )}.
Pour les anneaux de vecteurs Witt tronqués, on définit le morphisme de restriction {\displaystyle R:W_{n+1}[k]\to W_{n}[k]} consistant à « oublier » le dernier coefficient du vecteur :
{\displaystyle R:(a_{0},\ldots ,a_{n})\mapsto (a_{0},\ldots ,a_{n-1})}.
Alors le morphisme Verschiebung est l'unique morphisme {\displaystyle V:W_{n}[k]\to W_{n+1}[k]} tel que {\displaystyle V\circ R=R\circ V}.
Dans tous les cas, on a la relation :
{\displaystyle R\circ V\circ F=F\circ R\circ V=R\circ F\circ V=p.}

## Cohomologie de Witt
Jean-Pierre Serre avait proposé d'utiliser l'anneau des vecteurs de Witt comme coefficients d'une potentielle cohomologie de Weil. Cette tentative précise n'a pas fonctionné, mais a ouvert la voie à plusieurs généralisations. Si on considère un X-schéma, on utilise le caractère fonctoriel de W pour calculer {\displaystyle {\mathcal {W}}=W{\mathcal {O}}_{X}}, l'anneau de Witt sur les anneaux des sections de {\displaystyle O_{X}}. La cohomologie de Witt est alors la cohomologie des faisceaux usuelle sur le site de Zariski sur X, à coefficients dans {\displaystyle {\mathcal {W}}} : {\displaystyle H^{\bullet }(X,{\mathcal {W}})}.
Cette cohomologie ne possède pas de propriétés satisfaisantes : en particulier les {\displaystyle H^{\bullet }(X,{\mathcal {W}})} n'ont aucune raison d'être des W[k]-modules de type fini, même si X est un schéma projectif.
La cohomologie cristalline réutilise cette idée, avec succès cette fois, et constitue un modèle de cohomologie de Weil satisfaisant.

## Exemples
- Si p est un nombre premier et {\displaystyle \mathbb {F} _{p}} désigne le corps fini à p éléments, alors son anneau de Witt s'identifie à l'anneau des entiers p-adiques : {\displaystyle W[\mathbb {F} _{p}]\simeq \mathbb {Z} _{p}}. D'autre part, {\displaystyle W[\mathbb {F} _{p^{n}}]} est l'extension d'ordre n non ramifiée de {\displaystyle \mathbb {Z} _{p}}.
- Si k est un corps parfait, alors W[k] est un anneau de valuation discrète sur k. L'addition permet de définir une multiplication par les entiers positifs et on a notamment {\displaystyle pa=\underbrace {a+\cdots +a} _{p{\text{ fois}}}=(0,a_{0}^{p},\ldots ,a_{n}^{p},\ldots )}, ce qui montre que {\displaystyle W[k]/pW[k]\simeq k}. On a de plus {\displaystyle W[k]/p^{n}W[k]\simeq W_{n}[k]}.